# لاوريل هيل
لاوريل هيل (بالإنجليزية: Laurel Hill)‏ هي مدينة أمريكية تقع في ولاية فلوريدا. تبلغ مساحة هذه المدينة 8.1 (كم²)،ويبلغ عدد سكانها 549 نسمة حسب إحصاء سنة 2010 م 549.تشير إحصاءات سنة 2000م بأن الكثافة السكانية في هذه المدينة تقدر بـ(67.8) نسمة/كم2 